# Joseph McCormick (jégkorongozó)
Joseph Wallace „Joe” McCormick (Buckingham, Québec, 1894. augusztus 12. – Toronto, 1934. január 22.) olimpiai ezüstérmes, kanadai születésű amerikai jégkorongozó. Az 1920-as nyári olimpián ezüstérmet nyert amerikai férfi jégkorong-válogatott csapatkapitánya volt. Az elődöntőben 2–0-ra kaptak ki a későbbi győztes kanadai válogatottól, a rájátszás során pedig előbb a svéd, majd a csehszlovák válogatottat verték nagy arányban, megszerezve ezzel az ezüstérmet.
Az amerikai hadsereg tagjaként bátyjával, Lawrence McCormickkal együtt részt vett az első világháborúban, miután nem sokkal korábban mindketten megkapták az amerikai állampolgárságot (Lawrence szintén tagja volt az 1920-as ezüstérmes csapatnak). Az olimpia után két évig a Western Canada Hockey League-ben szereplő Edmonton Eskimos csapatában játszott, majd a Portland Rosebudsba igazolt. 1926 és 1932 között az American Hockey Associationben jégkorongozott, előbb egy évig a St. Paul Saintsben, azt követően öt szezonon át a Kansas City Pla-Mors együttesében.